# Rhizosomichthys totae
Genre
Espèce
Statut CITES
Statut de conservation UICN

 CR  : 
En danger critique
Rhizosomichthys totae est une espèce disparue de poissons chats (Siluriformes) de la famille des Trichomycteridae et la seule du genre Rhizosomichthys. Ce poisson grandissait jusque 13.8 centimètres et était endémique à la Laguna de Tota en Colombie.